# OHL 2012/13
Die OHL-Saison 2012/13 war die 33. Spielzeit der Ontario Hockey League. Die reguläre Saison begann am 20. September 2012 und endete am 17. März 2013. Die London Knights gewannen als punktbestes Team der Vorrunde die Hamilton Spectator Trophy. Die Play-offs begannen am 21. März 2013 und endeten mit dem dritten J.-Ross-Robertson-Cup-Gewinn der London Knights am 13. Mai 2013, die sich im OHL-Finale gegen die Barrie Colts durchsetzten. Londons Flügelstürmer Bo Horvat erzielte dabei im entscheidenden siebten Spiel der Best-of-Seven-Finalserie den Siegtreffer weniger als eine Sekunde vor Ende der regulären Spielzeit. Für die Knights war es nach dem Erfolg von 2012 die zweite Meisterschaft in Folge.

## Teamänderungen
Die Mississauga St. Michael’s Majors wurden im Mai 2012 an einen neuen Besitzer verkauft und in Mississauga Steelheads umbenannt.

## Reguläre Saison

### Abschlusstabellen
Abkürzungen: GP = Spiele, W = Siege, L = Niederlagen, OTL = Niederlage nach Overtime, SOL = Niederlage nach Shootout, GF = Erzielte Tore, GA = Gegentore, Pts = Punkte

Erläuterungen:       = Play-off-Qualifikation,       = Division-Sieger,       = Conference-Sieger,       = Hamilton-Spectator-Trophy-Gewinner

#### Eastern Conference
|                        | GP | W  | L  | OTL | SOL | GF  | GA  | Pts |
| ---------------------- | -- | -- | -- | --- | --- | --- | --- | --- |
| Belleville Bulls       | 68 | 44 | 16 | 5   | 3   | 228 | 167 | 96  |
| Barrie Colts           | 68 | 44 | 20 | 2   | 2   | 245 | 185 | 92  |
| Oshawa Generals        | 68 | 42 | 22 | 1   | 3   | 235 | 192 | 88  |
| Brampton Battalion     | 68 | 34 | 25 | 3   | 6   | 193 | 190 | 77  |
| Sudbury Wolves         | 68 | 29 | 27 | 5   | 7   | 214 | 234 | 70  |
| Niagara IceDogs        | 68 | 30 | 34 | 2   | 2   | 227 | 250 | 64  |
| Kingston Frontenacs    | 68 | 27 | 35 | 3   | 3   | 217 | 273 | 60  |
| Mississauga Steelheads | 68 | 26 | 34 | 0   | 8   | 179 | 221 | 60  |
| Peterborough Petes     | 68 | 26 | 35 | 3   | 4   | 202 | 254 | 59  |
| Ottawa 67’s            | 68 | 16 | 46 | 0   | 6   | 208 | 323 | 38  |

#### Western Conference
|                             | GP | W  | L  | OTL | SOL | GF  | GA  | Pts |
| --------------------------- | -- | -- | -- | --- | --- | --- | --- | --- |
| London Knights              | 68 | 50 | 13 | 2   | 3   | 279 | 180 | 105 |
| Plymouth Whalers            | 68 | 42 | 17 | 5   | 4   | 292 | 202 | 93  |
| Owen Sound Attack           | 68 | 44 | 18 | 1   | 5   | 231 | 165 | 94  |
| Kitchener Rangers           | 68 | 39 | 20 | 1   | 8   | 216 | 185 | 87  |
| Guelph Storm                | 68 | 39 | 23 | 2   | 4   | 253 | 210 | 84  |
| Sault Ste. Marie Greyhounds | 68 | 36 | 26 | 3   | 3   | 262 | 257 | 78  |
| Sarnia Sting                | 68 | 35 | 28 | 1   | 4   | 247 | 254 | 75  |
| Saginaw Spirit              | 68 | 32 | 29 | 4   | 3   | 250 | 264 | 71  |
| Windsor Spitfires           | 68 | 26 | 33 | 3   | 6   | 212 | 278 | 61  |
| Erie Otters                 | 68 | 19 | 40 | 4   | 5   | 206 | 312 | 47  |

### Beste Scorer
Abkürzungen: GP = Spiele, G = Tore, A = Assists, Pts = Punkte, PIM = Strafminuten; Fett: Saisonbestwert
| Spieler          | Team                            | GP | G  | A  | Pts | PIM |
| ---------------- | ------------------------------- | -- | -- | -- | --- | --- |
| Vincent Trocheck | Plymouth Whalers Saginaw Spirit | 63 | 50 | 59 | 109 | 58  |
| Charles Sarault  | Sarnia Sting                    | 68 | 22 | 86 | 108 | 28  |
| Nick Cousins     | Sault Ste. Marie Greyhounds     | 64 | 27 | 76 | 103 | 83  |
| Eric Locke       | Saginaw Spirit                  | 68 | 44 | 53 | 97  | 84  |
| Reid Boucher     | Sarnia Sting                    | 68 | 62 | 33 | 95  | 53  |
| Ryan Strome      | Niagara IceDogs                 | 53 | 34 | 60 | 94  | 59  |
| Garret Ross      | Saginaw Spirit                  | 61 | 44 | 46 | 90  | 114 |
| Kerby Rychel     | Windsor Spitfires               | 68 | 40 | 47 | 87  | 94  |
| Max Domi         | London Knights                  | 64 | 39 | 48 | 87  | 71  |
| Boone Jenner     | Oshawa Generals                 | 56 | 45 | 37 | 82  | 58  |

### Beste Torhüter
Abkürzungen: GP = Spiele, TOI = Eiszeit (in Minuten), W = Siege, L = Niederlagen, OTL = Overtime/Shootout-Niederlagen, GA = Gegentore, SO = Shutouts, Sv% = gehaltene Schüsse (in %), GAA = Gegentorschnitt
| Spieler              | Team              | GP | TOI  | W  | L  | OTL | GA  | SO | Sv%  | GAA  |
| -------------------- | ----------------- | -- | ---- | -- | -- | --- | --- | -- | ---- | ---- |
| Malcolm Subban       | Belleville Bulls  | 46 | 2695 | 29 | 11 | 4   | 96  | 5  | 93,4 | 2,14 |
| Mathias Niederberger | Barrie Colts      | 56 | 3128 | 35 | 12 | 2   | 122 | 4  | 93,3 | 2,34 |
| Jordan Binnington    | Owen Sound Attack | 50 | 3011 | 32 | 12 | 1   | 109 | 7  | 93,2 | 2,17 |

## Play-offs

### Play-off-Baum
|  | Conference-Viertelfinale                              | Conference-Viertelfinale | Conference-Viertelfinale |                    | Conference-Halbfinale | Conference-Halbfinale | Conference-Halbfinale |              |                | Conference-Finale | Conference-Finale | Conference-Finale |  |  | J.-Ross-Robertson-Cup-Finale | J.-Ross-Robertson-Cup-Finale | J.-Ross-Robertson-Cup-Finale |
|  |                                                       |                          |                          |                    |                       |                       |                       |              |                |                   |                   |                   |  |  |                              |                              |                              |
|  | 1                                                     | Belleville Bulls         | 4                        |                    | 1                     | Belleville Bulls      | 3                     |              |                |                   |                   |                   |  |  |                              |                              |                              |
|  | 8                                                     | Mississauga Steelheads   | 2                        | 5                  | Sudbury Wolves        | 0                     |                       |              |                |                   |                   |                   |  |  |                              |                              |                              |
|  |                                                       |                          |                          |                    |                       |                       |                       |              |                |                   |                   |                   |  |  |                              |                              |                              |
|  | 2                                                     | Barrie Colts             | 4                        | Eastern Conference | Eastern Conference    | Eastern Conference    |                       |              |                |                   |                   |                   |  |  |                              |                              |                              |
|  | 7                                                     | Kingston Frontenacs      | 0                        |                    |                       |                       |                       |              |                |                   |                   |                   |  |  |                              |                              |                              |
|  | 7                                                     | Kingston Frontenacs      | 0                        | 1                  | Belleville Bulls      | 3                     |                       |              |                |                   |                   |                   |  |  |                              |                              |                              |
|  |                                                       |                          |                          | 1                  | Belleville Bulls      | 3                     |                       |              |                |                   |                   |                   |  |  |                              |                              |                              |
|  |                                                       | 2                        | Barrie Colts             | 4                  |                       |                       |                       |              |                |                   |                   |                   |  |  |                              |                              |                              |
|  | 3                                                     | 2                        | Barrie Colts             | 4                  | Oshawa Generals       | 4                     |                       |              |                |                   |                   |                   |  |  |                              |                              |                              |
|  | 3                                                     |                          |                          |                    | Oshawa Generals       | 4                     |                       |              |                |                   |                   |                   |  |  |                              |                              |                              |
|  | 6                                                     | Niagara IceDogs          | 1                        |                    |                       |                       |                       |              |                |                   |                   |                   |  |  |                              |                              |                              |
|  |                                                       |                          |                          |                    |                       |                       |                       |              |                |                   |                   |                   |  |  |                              |                              |                              |
|  | 4                                                     | Brampton Battalion       | 1                        | 2                  | Barrie Colts          | 4                     |                       |              |                |                   |                   |                   |  |  |                              |                              |                              |
|  | 5                                                     | Sudbury Wolves           | 4                        | 3                  | Oshawa Generals       | 0                     |                       |              |                |                   |                   |                   |  |  |                              |                              |                              |
|  | 5                                                     | Sudbury Wolves           | 4                        | 3                  | Oshawa Generals       | 0                     | 2                     | Barrie Colts | 3              |                   |                   |                   |  |  |                              |                              |                              |
|  | (Die Teams werden nach der ersten Runde neu gesetzt.) |                          |                          |                    |                       |                       | 2                     | Barrie Colts | 3              |                   |                   |                   |  |  |                              |                              |                              |
|  |                                                       | 1                        | London Knights           | 4                  |                       |                       |                       |              |                |                   |                   |                   |  |  |                              |                              |                              |
|  | 1                                                     | 1                        | London Knights           | 4                  | London Knights        | 4                     |                       | 1            | London Knights | 4                 |                   |                   |  |  |                              |                              |                              |
|  | 1                                                     |                          |                          |                    | London Knights        | 4                     |                       | 1            | London Knights | 4                 |                   |                   |  |  |                              |                              |                              |
|  | 8                                                     | Saginaw Spirit           | 0                        | 4                  | Kitchener Rangers     | 1                     |                       |              |                |                   |                   |                   |  |  |                              |                              |                              |
|  |                                                       |                          |                          |                    |                       |                       |                       |              |                |                   |                   |                   |  |  |                              |                              |                              |
|  | 2                                                     | Plymouth Whalers         | 4                        |                    |                       |                       |                       |              |                |                   |                   |                   |  |  |                              |                              |                              |
|  | 7                                                     | Sarnia Sting             | 0                        |                    |                       |                       |                       |              |                |                   |                   |                   |  |  |                              |                              |                              |
|  | 7                                                     | Sarnia Sting             | 0                        | 1                  | London Knights        | 4                     |                       |              |                |                   |                   |                   |  |  |                              |                              |                              |
|  |                                                       |                          |                          | 1                  | London Knights        | 4                     |                       |              |                |                   |                   |                   |  |  |                              |                              |                              |
|  |                                                       | 2                        | Plymouth Whalers         | 1                  |                       |                       |                       |              |                |                   |                   |                   |  |  |                              |                              |                              |
|  | 3                                                     | 2                        | Plymouth Whalers         | 1                  | Owen Sound Attack     | 4                     |                       |              |                |                   |                   |                   |  |  |                              |                              |                              |
|  | 3                                                     |                          |                          |                    | Owen Sound Attack     | 4                     |                       |              |                |                   |                   |                   |  |  |                              |                              |                              |
|  | 6                                                     | Soo Greyhounds           | 2                        | Western Conference | Western Conference    | Western Conference    |                       |              |                |                   |                   |                   |  |  |                              |                              |                              |
|  |                                                       |                          |                          |                    |                       |                       |                       |              |                |                   |                   |                   |  |  |                              |                              |                              |
|  | 4                                                     | Kitchener Rangers        | 4                        | 2                  | Plymouth Whalers      | 4                     |                       |              |                |                   |                   |                   |  |  |                              |                              |                              |
|  | 5                                                     | Guelph Storm             | 1                        | 3                  | Owen Sound Attack     | 2                     |                       |              |                |                   |                   |                   |  |  |                              |                              |                              |

### J.-Ross-Robertson-Cup-Finale

#### (1) London Knights – (2) Barrie Colts
| 3. Mai 2013 19:05 Uhr (Ortszeit) | London Knights Ryan Rupert (25:24) Alex Broadhurst (48:56) | 2:4 (0:0, 1:2, 1:2) Spielbericht Stand: 0:1 | Barrie Colts Andreas Athanasiou (27:37) Anthony Camara (35:21) Brendan Lemieux (41:24) Mark Scheifele (59:17) | Budweiser Gardens, London, Ontario Zuschauer: 9.046 |

| 5. Mai 2013 19:05 Uhr | London Knights Seth Griffith (20:18) Bo Horvat (31:15) Brett Welychka (34:03) Seth Griffith (58:36) | 4:1 (0:0, 3:0, 1:1) Spielbericht Stand: 1:1 | Barrie Colts Andreas Athanasiou (49:11) | Budweiser Gardens, London, Ontario Zuschauer: 8.985 |

| 6. Mai 2013 19:35 Uhr | Barrie Colts Zach Hall (0:35) Mark Scheifele (8:49) Zach Hall (24:12) Alex Lepkowski (41:40) Andreas Athanasiou (56:48) Mark Scheifele (59:22) | 6:3 (2:2, 1:0, 3:1) Spielbericht Stand: 2:1 | London Knights Ryan Rupert (7:16) Olli Määttä (10:57) Seth Griffith (55:38) | Barrie Molson Centre, Barrie, Ontario Zuschauer: 4.087 |

| 8. Mai 2013 19:35 Uhr | Barrie Colts Anthony Camara (0:37) Mark Scheifele (40:44) Josh MacDonald (41:17) Mark Scheifele (44:23) Mark Scheifele (48:05) Mark Scheifele (59:53) | 6:4 (1:2, 0:1, 5:1) Spielbericht Stand: 3:1 | London Knights Tyler Ferry (3:23) Bo Horvat (7:05) Brett Welychka (22:46) Ryan Rupert (43:09) | Barrie Molson Centre, Barrie, Ontario Zuschauer: 4.196 |

| 10. Mai 2013 19:05 Uhr | London Knights Seth Griffith (9:14) Chris Tierney (22:30) Max Domi (32:32) Bo Horvat (36:59) Bo Horvat (46:21) Brett Welychka (50:48) | 6:4 (1:0, 3:1, 2:3) Spielbericht Stand: 2:3 | Barrie Colts Mitchell Theoret (26:22) Ryan O’Connor (41:44) Anthony Camara (49:19) Andreas Athanasiou (58:14) | Budweiser Gardens, London, Ontario Zuschauer: 9.046 |

| 11. Mai 2013 19:35 Uhr | Barrie Colts Andreas Athanasiou (44:55) Erik Bradford (55:07) Mitchell Theoret (55:32) Mitchell Theoret (59:18) | 4:5 n. V. (0:2, 0:2, 4:0, 0:1) Spielbericht Stand: 3:3 | London Knights Brett Welychka (2:25) Tommy Hughes (7:54) Bo Horvat (27:15) Ryan Rupert (36:50) Ryan Rupert (61:30) | Barrie Molson Centre, Barrie, Ontario Zuschauer: 4.241 |

| 13. Mai 2013 19:05 Uhr | London Knights Bo Horvat (7:13) Olli Määttä (36:58) Bo Horvat (59:59) | 3:2 (1:1, 1:0, 1:1) Spielbericht Stand: 4:3 | Barrie Colts Andreas Athanasiou (8:59) Mitchell Theoret (57:07) | Budweiser Gardens, London, Ontario Zuschauer: 9.046 |

### J.-Ross-Robertson-Cup-Sieger
| J.-Ross-Robertson-Cup-Sieger London Knights | Torhüter: Jake Patterson, Anthony Stolarz Verteidiger: Tyler Ferry, Scott Harrington, Tommy Hughes, Paxton Leroux, Miles Liberati, Olli Määttä, Dakota Mermis, Nikita Sadorow, Justin Sefton Angreifer: Josh Anderson, Alex Broadhurst, Max Domi, Remi Elie, Seth Griffith, Bo Horvat, Corey Pawley, Kyle Platzer, Matt Rupert, Ryan Rupert, Chris Tierney, Brett Welychka Cheftrainer: Dale Hunter General Manager: Mark Hunter |

### Beste Scorer
Abkürzungen: GP = Spiele, G = Tore, A = Assists, Pts = Punkte, PIM = Strafminuten; Fett: Saisonbestwert
| Spieler            | Team       | GP | G  | A  | Pts | PIM |
| ------------------ | ---------- | -- | -- | -- | --- | --- |
| Mark Scheifele     | Barrie     | 21 | 15 | 26 | 41  | 14  |
| Max Domi           | London     | 21 | 11 | 21 | 32  | 26  |
| Alex Broadhurst    | London     | 21 | 10 | 18 | 28  | 22  |
| Zach Hall          | Barrie     | 19 | 7  | 21 | 28  | 20  |
| Andreas Athanasiou | Barrie     | 22 | 12 | 13 | 25  | 11  |
| Seth Griffith      | London     | 21 | 9  | 16 | 25  | 14  |
| Vincent Trocheck   | Plymouth   | 15 | 10 | 14 | 24  | 8   |
| Bo Horvat          | London     | 21 | 16 | 7  | 23  | 10  |
| Brendan Gaunce     | Belleville | 17 | 8  | 14 | 22  | 10  |
| Tyler Graovac      | Belleville | 15 | 6  | 16 | 22  | 17  |

### Beste Torhüter
Abkürzungen: GP = Spiele, TOI = Eiszeit (in Minuten), W = Siege, L = Niederlagen, OTL = Overtime/Shootout-Niederlagen, GA = Gegentore, SO = Shutouts, Sv% = gehaltene Schüsse (in %), GAA = Gegentorschnitt
| Spieler              | Team       | GP | TOI  | W  | L | GA | SO | Sv%  | GAA  |
| -------------------- | ---------- | -- | ---- | -- | - | -- | -- | ---- | ---- |
| John Gibson          | Kitchener  | 10 | 609  | 5  | 4 | 22 | 1  | 94,6 | 2,17 |
| Malcolm Subban       | Belleville | 17 | 1021 | 11 | 4 | 34 | 3  | 93,3 | 2,00 |
| Mathias Niederberger | Barrie     | 22 | 1313 | 15 | 6 | 57 | 2  | 92,8 | 2,60 |

## Auszeichnungen

### All-Star-Teams
| First All-Star-Team |                                                 |
| Angriff:            | Reid Boucher – Vincent Trocheck – Seth Griffith |
| Verteidigung:       | Ryan Sproul – Scott Harrington                  |
| Tor:                | Jordan Binnington                               |
| Trainer:            | Mike Vellucci                                   |

| Second All-Star-Team |                                               |
| Angriff:             | Garret Ross – Charles Sarault – Brett Ritchie |
| Verteidigung:        | Cody Ceci – Ryan Murphy                       |
| Tor:                 | John Gibson                                   |
| Trainer:             | George Burnett                                |

| Third All-Star-Team |                                               |
| Angriff:            | Anthony Camara – Boone Jenner – Cameron Brace |
| Verteidigung:       | Dylan DeMelo – Colin Miller                   |
| Tor:                | Malcolm Subban                                |
| Trainer:            | D. J. Smith                                   |

### All-Rookie-Teams
| First All-Rookie-Team |                                                     |
| Angriff:              | Michael Dal Colle – Connor McDavid – Spencer Watson |
| Verteidigung:         | Nikita Sadorow – Roland McKeown                     |
| Tor:                  | Alex Nedeljkovic                                    |

| Second All-Rookie-Team |                                                              |
| Angriff:               | Blake Clarke – Sam Bennett / Jared McCann – Nikolai Goldobin |
| Verteidigung:          | Brandon Prophet – Jacob Middleton                            |
| Tor:                   | Michael Giugovaz                                             |

### Vergebene Trophäen
| Auszeichnung                                  | Auszeichnung                   | Team                        |
| --------------------------------------------- | ------------------------------ | --------------------------- |
| J. Ross Robertson Cup                         | J. Ross Robertson Cup          | London Knights              |
| Hamilton Spectator Trophy                     | Hamilton Spectator Trophy      | London Knights              |
| Bobby Orr Trophy                              | Bobby Orr Trophy               | Barrie Colts                |
| Wayne Gretzky Trophy                          | Wayne Gretzky Trophy           | London Knights              |
| Emms Trophy                                   | Emms Trophy                    | Barrie Colts                |
| Leyden Trophy                                 | Leyden Trophy                  | Belleville Bulls            |
| Holody Trophy                                 | Holody Trophy                  | London Knights              |
| Bumbacco Trophy                               | Bumbacco Trophy                | Plymouth Whalers            |
| Auszeichnung                                  | Spieler/Offizieller            | Team                        |
| Red Tilson Trophy                             | Vincent Trocheck               | Plymouth Whalers            |
| Eddie Powers Memorial Trophy                  | Vincent Trocheck               | Plymouth Whalers            |
| Matt Leyden Trophy                            | Mike Vellucci                  | Plymouth Whalers            |
| Jim Mahon Memorial Trophy                     | Seth Griffith                  | London Knights              |
| Max Kaminsky Trophy                           | Ryan Sproul                    | Sault Ste. Marie Greyhounds |
| OHL Goaltender of the Year                    | Jordan Binnington              | Owen Sound Attack           |
| Jack Ferguson Award                           | Travis Konecny                 | Ottawa 67’s                 |
| Dave Pinkney Trophy                           | Jordan Binnington Brandon Hope | Owen Sound Attack           |
| OHL Executive of the Year                     | Mike Vellucci                  | Plymouth Whalers            |
| Emms Family Award                             | Connor McDavid                 | Erie Otters                 |
| F. W. „Dinty“ Moore Trophy                    | Alex Nedeljkovic               | Plymouth Whalers            |
| Dan Snyder Memorial Trophy                    | Ben Fanelli                    | Kitchener Rangers           |
| William Hanley Trophy                         | Tyler Graovac                  | Belleville Bulls            |
| Leo Lalonde Memorial Trophy                   | Charles Sarault                | Sarnia Sting                |
| Bobby Smith Trophy                            | Darnell Nurse                  | Sault Ste. Marie Greyhounds |
| Roger Neilson Memorial Award                  | Daniel Altshuller              | Oshawa Generals             |
| Ivan Tennant Memorial Award                   | Connor Burgess                 | Sudbury Wolves              |
| Mickey Renaud Captain’s Trophy                | Colin Miller                   | Sault Ste. Marie Greyhounds |
| Wayne Gretzky 99 Award                        | Bo Horvat                      | London Knights              |
| Bill Long Award                               | Ray McKelvie                   | Owen Sound Attack           |
| Ken Bodendistel Character Award for Officials | Scott Oakman                   |                             |